# Junkers Ju 322
Junkers Ju322 Mamut byl těžký transportní kluzák, navržený v Německu za druhé světové války. Byly postaveny pouze dva prototypy.

## Vývoj
Stroj byl navržen v roce 1940 firmou Junkers jako těžký transportér. Ju 322 byl celý postavený ze dřeva. Původně byla plánována nosnost až 20 000 kg. Požadavky byly, aby letoun unesl Panzer IV, kanon typu Flak 88, polopásové vozidlo, a nebo dělo spolu s municí, posádkou a palivem. Náklad měl být uložený ve vnitřku obrovského křídla, neboť se jednalo konstrukčně o samokřídlo. V přední části byly malé dveře a nad nimi kokpit posunutý na levou stranu mimo nákladní prostor. Výzbroj měly tvořit tři věže přičemž každá měla mít jeden kulomet MG 15 ráže 7,92 mm.

## Testy
Během stavby prvního prototypu Ju 322 V1 se objevily problémy s celodřevěným trupem. Nosnost musela být snížena nejprve na 16 000 kg potom na 11 000 kg. První let se konal v dubnu 1941 v Merseburgu. Stroj byl tahaný letadlem Junkers Ju 90 V7 ze stavu XI. leteckého sboru. Letové testy dopadly dobře. RLM však projekt v květnu 1941 zastavilo.

## Hlavní technické údaje
- Délka: 39,50 m
- Rozpětí: 62,35 m
- Výška: 9,00 m
- Nosná plocha: 925,00 m²
- Vypočtený klouzavý poměr: 1:50
- Hmotnost prázdného stroje: 25 400 kg
- Vzletová hmotnost: 67 500 kg